# Лоренс (Пенсільванія)
Лоренс (англ. Lawrence) — переписна місцевість (CDP) в США, в окрузі Вашингтон штату Пенсільванія. Населення — 1236 осіб (2020).

## Географія
Лоренс розташований за координатами 40°18′15″ пн. ш. 80°7′6″ зх. д. / 40.30417° пн. ш. 80.11833° зх. д. (40.304213, -80.118360).  За даними Бюро перепису населення США в 2010 році переписна місцевість мала площу 0,66 км², з яких 0,63 км² — суходіл та 0,03 км² — водойми.

## Демографія
Згідно з переписом 2010 року, у переписній місцевості мешкало 540 осіб у 248 домогосподарствах у складі 146 родин. Густота населення становила 823 особи/км².  Було 270 помешкань (412/км²).
Расовий склад населення:
| - 89,6 % — білих - 6,1 % — чорних або афроамериканців - 0,9 % — азіатів - 0,6 % — корінних американців - 0,2 % — вихідців з тихоокеанських островів |

До двох чи більше рас належало 2,4 %. Частка іспаномовних становила 0,4 % від усіх жителів.
За віковим діапазоном населення розподілялося таким чином: 18,5 % — особи молодші 18 років, 63,9 % — особи у віці 18—64 років, 17,6 % — особи у віці 65 років та старші. Медіана віку мешканця становила 45,2 року. На 100 осіб жіночої статі у переписній місцевості припадало 90,1 чоловіків;  на 100 жінок у віці від 18 років та старших — 90,5 чоловіків також старших 18 років.
Середній дохід на одне домашнє господарство  становив 48 750 доларів США (медіана — 43 963), а середній дохід на одну сім'ю — 55 960 доларів (медіана — 55 333). Медіана доходів становила 52 708 доларів для чоловіків та 36 029 доларів для жінок. За межею бідності перебувало 11,7 % осіб, у тому числі 0,0 % дітей у віці до 18 років та 0,0 % осіб у віці 65 років та старших.
Цивільне працевлаштоване населення становило 186 осіб. Основні галузі зайнятості: освіта, охорона здоров'я та соціальна допомога — 45,7 %, мистецтво, розваги та відпочинок — 15,1 %, транспорт — 12,4 %, науковці, спеціалісти, менеджери — 10,2 %.